# BeeTV

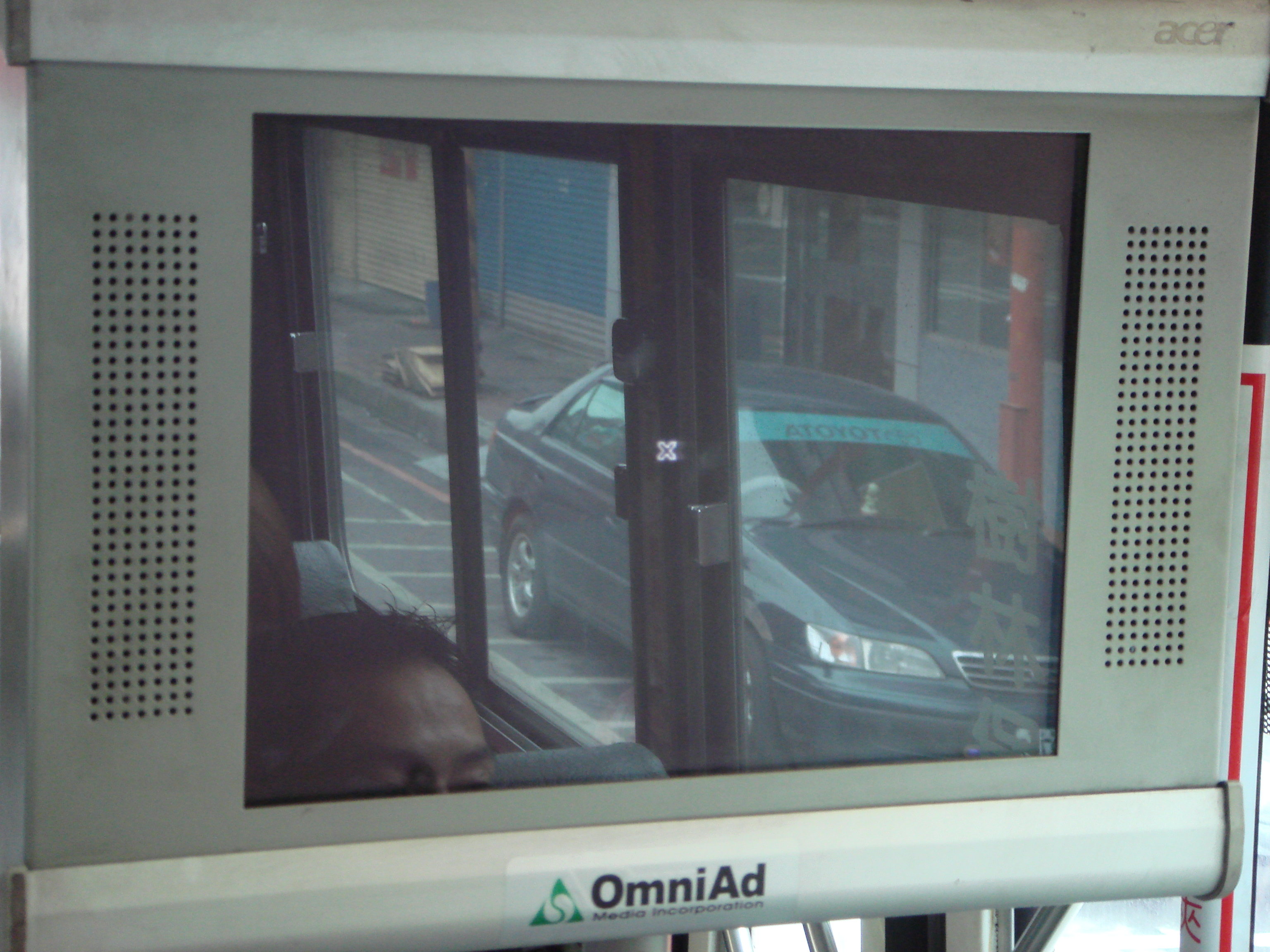
BeeTV專用的宏碁液晶顯示器，下方貼合和國際商標貼紙

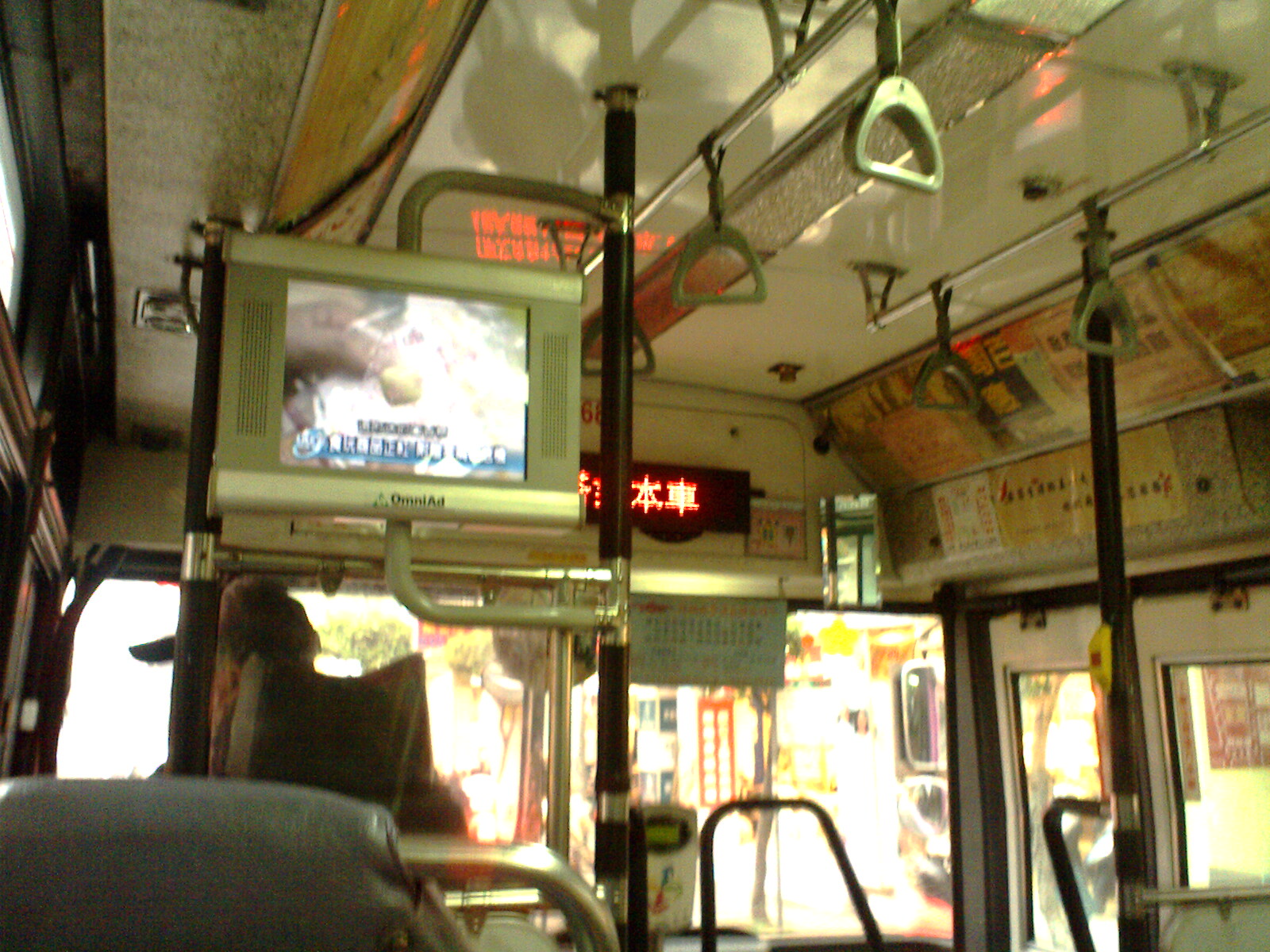
BeeTV專用液晶顯示器播映《台視晚間新聞》單則新聞影片

BeeTV為臺北都會區公車上放映之電視頻道，源起於2003年中華民國交通部推動的「都市公車動態資訊系統推廣建置計畫」，為揉合戶外媒體及傳統電視頻道之新型態媒體，因後期被乘客抗議且廣告重複播放無實質效益而拆除。2012年1月以前之業主為「合和國際股份有限公司」（合和集團），2012年1月起之業主為「台灣摩菲爾國際股份有限公司」。

## 簡介

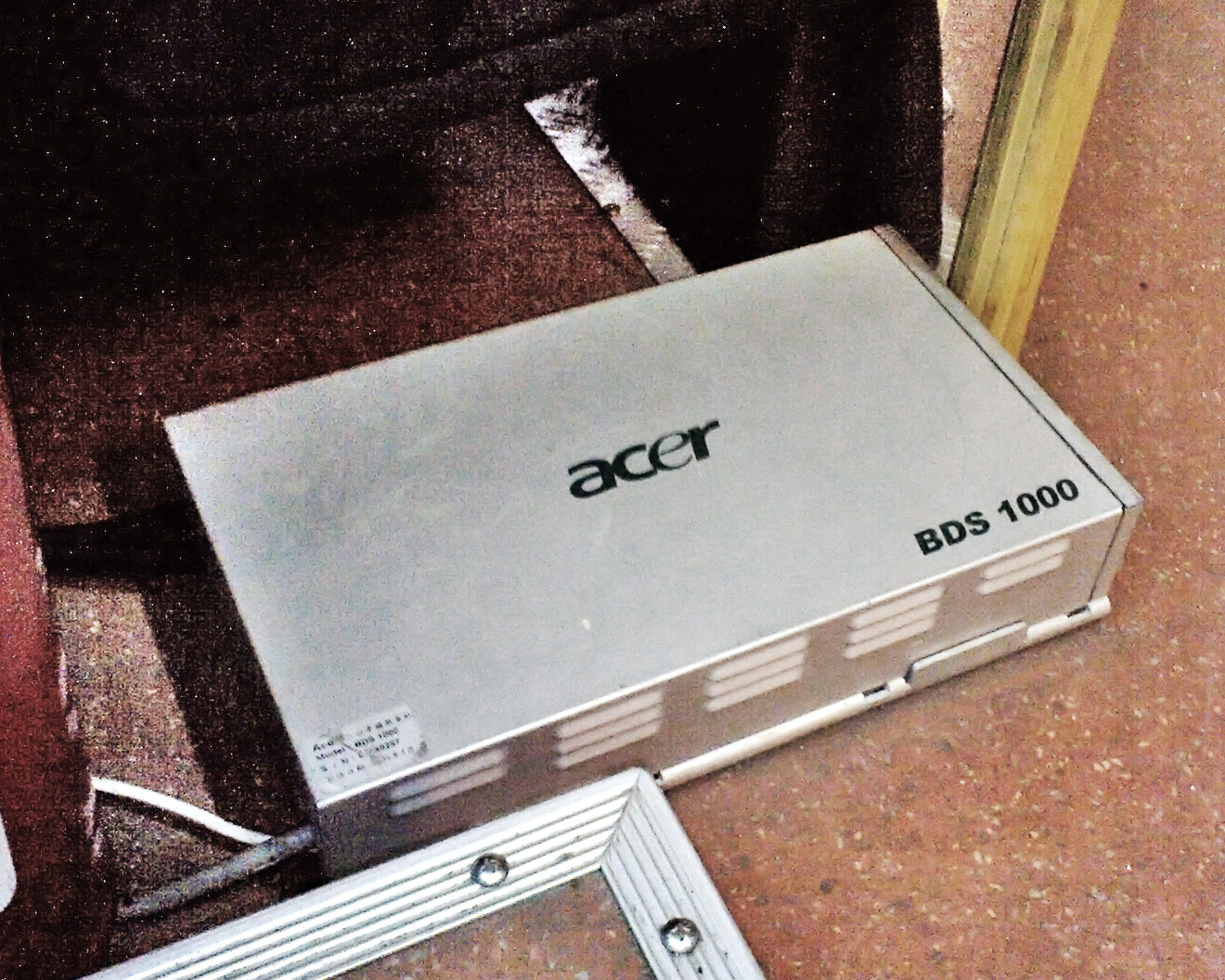
BeeTV曾使用的宏碁「BDS1000」視訊盒

BeeTV自我定調在「行動頻道」角色。2003年，合和國際陸續整合大臺北地區15家公車業者（台北客運、東南客運、三重客運、光華巴士、福和客運、新店客運、新北客運(原欣和客運)、大有巴士、中興巴士、指南客運、首都客運、大南汽車、欣欣客運、大都會客運、淡水客運）共約3800輛大型公車參與BeeTV試運轉，每輛公車裝設2臺宏碁15吋液晶顯示器與1臺宏碁「BDS1000」視訊盒播放BeeTV之廣告節目。
穿梭大街小巷的BeeTV行動頻道，以最貼近消費大眾生活化的廣宣方式，將過去車體廣告中內容不足的部分，克服技術層面問題、全面增強趣味性後，為車體廣告注入嶄新的表現方式，並使其成為大台北地區最風光的移動式廣告媒體。
BeeTV播放內容主要為電視商業廣告，為公車內商業廣告播映的電視頻道，時有台北市政府委播介紹節目，並無任何主題節目；部分節目甚至是電視頻道業者供應的預告廣告用片段（多為八大電視、緯來電視網、MTV、台視、非凡電視台委託播出），或為委託的商業Flash動畫製作業者作為公司作品宣傳媒體，藉此增加知名度換取商業代言之用。
2012年1月，台灣摩菲爾國際宣布BeeTV重出江湖，進駐大有巴士營運的5條臺北聯營公車路線（212、262、263、307、信義幹線），為了避免先前惱人的噪音問題，廣告播放一律靜音。

## 節目內容
主要有幾大類型：
- 廣告（為BeeTV主要內容，第一個廣告是試運轉期間播放的宏碁英文版企業形象Flash動畫）
- 新聞（與聯合新聞網合作，時有台視新聞提供的《台視晚間新聞》與《台灣流行文化》與公視新聞提供的閩南語新聞片段）
- 生活訊息（包括氣象、藝文活動介紹）
- 交友、拍賣、個人表演秀
- 頻道商委播節目（由八大電視、緯來電視網、MTV、非凡電視台、台視、華視等提供新節目宣傳片段）

## 爭議
有部分乘客發動連署拒看強制性、僅有廣告播放的媒體。2005年，一位網友BusMan為此不但架設了「公車輓歌」系列新聞台、部落格，並在3個月內匯集近萬名的瀏覽人氣，還自製反抗貼紙免費提供下載，呼籲公車族「揭竿起義」將電視節目、廣告與台北市政府政令宣導短片逐出公車車廂。
「公車輓歌」主要訴求為：
1. 市府應明訂規範，比照無菸餐廳，市府應保留部分公車不裝電視。
2. 市府應於公車張貼規範，由全體市民共同監督BeeTV節目是否違規。
3. 市府應重新檢討公車電視政策。為兼顧商業利益及乘客人權，如果收支能平衡，每輛公車應考慮只架一台BeeTV，不需現狀之二台。
4. 為避免BeeTV噪音造成乘客不適，公車規範應明訂BeeTV最高音量不得擾人。
5. BeeTV業者有義務提供好節目。
6. 為避免BeeTV重複影音不停輪播，市府規範應明訂BeeTV每日最多循環播放次數上限。

但由於台灣摩菲爾國際的壓迫、以及政府官員對於BeeTV的認知與實際公車乘客的認知有所落差，「公車輓歌」系列活動無疾而終。2005年12月19日，台北市政府交通局以「北市交二字第09435798200號函」回應「公車輓歌」系列活動。
2006年4月29日，公車輓歌的報台、部落格皆關閉。2007年10月18日，民主進步黨兩位台北市議員李建昌、徐佳青召開記者會，指控台北市政府圖利台灣摩菲爾國際。

## 外部連結
- 台灣摩菲爾國際* （页面存档备份，存于）
- 《MTV NEWS》在BeeTV專用的電視播出（页面存档备份，存于）
- 公車輓歌部落格【公車電視化，人權正退化】（網站已關閉）
- 公車輓歌【公車電視化，人權正退化】（页面存档备份，存于）（網站已關閉）
- 移動空間中的流動影像：捷運、公車與電視牆（文化研究月報－三角公園）（页面存档备份，存于）
- BeeTV 聲聲逼人（页面存档备份，存于）（自由時報）
- 北市公車BeeTV禁播非普級廣告
- 『郝』市府護航 圖利柏泓廣告公司
- 香港靜巴運動（Hush the Bus）